# Discografia de Andreea Banica
A discografia de Andreea Banica compreende doze anos de carreira, dividida em três fases, onde sua carreira como cantora solo é composta por dois álbum de estúdio, um EP e dez singles lançados. Em 1998 Andreea inicia a primeira fase de sua carreira, ao conhecer Claudia Patrascanu e Iulia Chelaru durante o Festival de Mamaia na Roménia, com quem montou um grupo chamado Exotic. Com o grupo Andreea lançou dois álbuns e quatro singles pela gravadora MediaPro Music, finalizando o trabalho no início de 2000. Em 2001 Andreea e sua amiga Cristina Rus formaram um novo grupo feminino, o Blondy, assinando com a gravadora Cat Music. No mesmo ano o grupo lançou seu primeiro álbum, intitulado Atat de Aproape, de onde foram retirados três singles oficiais. Em 2002 o grupo lançou seu segundo álbum e, em 2003, o terceiro álbum, Dulce si amar, último antes de Cristina deixar a dupla em 2004. Em 2005 Andreea iniciou a terceira última fase de sua carreira ao sair em carreira solo, lançando seu primeiro álbum solo, Dansez, Dansez sendo também o quarto e último lançado com o nome de Blondy, finalizando o trabalho com o grupo e cumprindo assim o contrato que previa o lançamento de quatro trabalhos assinados como Blondy.
Em 2007 Andreea passou por uma renovação em sua carreira, ao deixou de lado a maquiagem pesada e as roupas burlescas para se adequar à um padrão pop glamuroso e moderno. Naquele ano a cantora lançou seu primeiro álbum com seu verdadeiro nome, Rendez-vous, de onde foram retirados três singles, sendo que dois alcançaram a primeira posição no Romanian Top 100. Em 2010 foi disponibilizado um EP da cantora, Love in Brazil, trazendo os quatro singles trabalhados entre 2008 e 2010, faixa a faixa, sem estarem presentes em um álbum. Atualmente Andreea é considerada uma das mais importantes cantoras pop da Roménia.

## Álbuns

### Álbuns de estúdio
| 2005                                                                                   | Dansez, Dansez - Lançamento: 1 de janeiro de 2005 - Formato: CD Download Digital - Gravadora: Cat Music | 1 |
| 2007                                                                                   | Rendez-vous - Lançamento: 25 de maio de 2007 - Formato: CD Download Digital - Gravadora: Cat Music      | 1 |
| "—" denota álbuns que não entraram nas paradas musicais ou não foram lançados no país. | |   |

### Coletâneas
| Ano  | Álbum | Melhores posições |
| Ano  | Álbum | ROM               |
| ---- | --- | ----------------- |
| 2011 | Best of Andreea Banica - Lançamento: 1 de janeiro de 2011 - Formato: CD Download Digital - Gravadora: Cat Music | 6                 |

## Singles

### Como artista principal
| 2005                                                                                    | "Dansez, Dansez"                   | 5  | —  | — | —  | —   | —  | Dansez, Dansez                |
| 2005                                                                                    | "Indragostiti"                     | 5  | —  | — | —  | —   | —  | Dansez, Dansez                |
| 2005                                                                                    | "Dulce Si Amar"                    | 17 | —  | — | —  | —   | —  | Dansez, Dansez                |
| 2007                                                                                    | "Fiesta"                           | 4  | —  | — | —  | —   | —  | Rendez-vous                   |
| 2007                                                                                    | "Rendez-vous"                      | 2  | —  | — | —  | —   | —  | Rendez-vous                   |
| 2007                                                                                    | "Incredere"                        | 11 | —  | — | —  | —   | —  | Rendez-vous                   |
| 2008                                                                                    | "Hooky Song" (featuring Smiley)    | 15 | —  | — | —  | —   | —  | Best of Andreea Banica        |
| 2009                                                                                    | "Le Ri Ra"                         | 3  | —  | — | —  | —   | —  | Best of Andreea Banica        |
| 2009                                                                                    | "Samba" (featuring Dony)           | 8  | 9  | — | 72 | 62  | —  | Best of Andreea Banica        |
| 2010                                                                                    | "Love in Brazil"                   | 9  | 5  | 5 | —  | —   | 77 | Best of Andreea Banica        |
| 2011                                                                                    | "Sexy"                             | 8  | 23 | — | —  | 326 | —  | não adicionado a nenhum álbum |
| 2011                                                                                    | "Electrified"                      | 49 | 35 | — | —  | —   | —  | não adicionado a nenhum álbum |
| 2012                                                                                    | "Could U"                          | 22 | —  | — | —  | —   | —  | não adicionado a nenhum álbum |
| 2013                                                                                    | "In Lpsa Ta" (featuring What's Up) | 18 | —  | — | —  | —   | —  | não adicionado a nenhum álbum |
| "—" denota singles que não entraram nas paradas musicais ou não foram lançados no país. |                                    |    |    |   |    |     |    |                               |

### Como artista convidada
| 2012                                                                                    | "Shining Heart" (Laurentiu Duta featuring Andreea Banica) | 8 | não adicionado a nenhum álbum |
| "—" denota singles que não entraram nas paradas musicais ou não foram lançados no país. |                                                           |   |                               |

## Videoclipes
| Ano  | Título               | Diretor(a)     | Álbum          |
| ---- | -------------------- | -------------- | -------------- |
| 2005 | "Dansez, Dansez"     | Manele Noi     | Dansez, Dansez |
| 2005 | "Indragostiti"       | David Slade    | Dansez, Dansez |
| 2005 | "Dulce Si Amar"      | Teo            | Dansez, Dansez |
| 2007 | "Fiesta"             | Simplu         | Rendez-vous    |
| 2007 | "Rendez-vous"        | Laurentiu Duta | Rendez-vous    |
| 2007 | "Incredere"          | Dragos Buliga  | Rendez-vous    |
| 2008 | "Hooky Song"         | Iulian Moga    | Love in Brazil |
| 2009 | "Le Ri Ra"           | Iulian Moga    | Love in Brazil |
| 2010 | "Samba" (feat. Dony) | Tom Boxer      | Love in Brazil |
| 2010 | "Love in Brazil"     | Cyril Sebas    | Love in Brazil |